# Maï Traoré
Maï Traoré, né le 24 novembre 1999 à Conakry en Guinée, est un footballeur guinéen qui évolue au poste d'avant-centre au Fredrikstad FK.

## Biographie

### Vasalunds IF
Né à Conakry en Guinée, Maï Traoré passe par le club local du FC Aliya Guinée puis par l'AC Ujana avant de prendre la direction de la Suède pour signer en septembre 2017 en faveur du Vasalunds IF. Il joue son premier match en professionnel avec ce club, le 18 février 2018, lors d'une rencontre de coupe de Suède face à l'Hammarby IF. Il est titularisé et marque également son premier but en professionnel, mais ne peut empêcher la défaite de son équipe (1-3 score final).
Le 21 juin 2020, Traoré réalise le premier triplé de sa carrière, lors d'une rencontre de championnat face au Nyköpings BIS (en). Titulaire, il délivre également deux passes décisives en plus de ses trois buts, et permet ainsi à son équipe de s'imposer (7-1 score final),.
Avec le Vasalunds IF, Traoré découvre la Superettan, la deuxième division suédoise, jouant son premier match contre le Jönköpings Södra IF le 11 avril 2021, lors de la première journée de la saison 2021. Il est titularisé et marque également son premier but dans la ligue, mais son équipe s'incline par cinq buts à un.

### Viking FK
Le 11 mars 2021, Maï Traoré s'engage avec le Viking FK, en Norvège, pour un contrat de quatre ans. Le transfert n'est toutefois effectif qu'à partir du 1er août 2021, le Vasalunds IF souhaitant garder son meilleur buteur pour la première partie de saison,. 
Il joue son premier match pour le Viking FK le 8 août 2021, lors d'une rencontre de championnat face au Kristiansund BK. Il entre en jeu à la place de Veton Berisha et son équipe s'impose par trois buts à deux.

### Prêts
Le 24 janvier 2023, Maï Traoré est prêté en Belgique, du côté de l'OH Louvain.
Le 31 mars 2023, Maï Traoré est prêté jusqu'en décembre 2023 au Tromsø IL. 